# Charles d'Aragon (1911-1986)
Pour les articles homonymes, voir Charles d'Aragon et Aragon.
 (avril 2015).
Charles Louis Marie Pierre de Bancalis de Maurel, marquis d'Aragon, dit Charles d'Aragon, est un résistant et homme politique français, né à Bourges le 10 novembre 1911 et mort à Saliès le 6 août 1986. Chrétien-Démocrate de l'aile gauche du MRP puis gaulliste de gauche, il est l'un des élus locaux fondateurs de l'Union démocratique du travail (UDT) en 1959.

## Biographie

### Jeunesse et études
Charles d'Aragon est le petit-fils d'Alexandre-Louis-Albert-Charles de Bancalis de Maurel d'Aragon. Il naît en 1911, dans une famille de la noblesse française. Il suit ses études secondaires au collège Saint-François-de-Sales d’Évreux, puis au lycée Saint-Louis-de-Gonzague à Paris.
Après l'obtention du baccalauréat, il est admis à l'École libre des sciences politiques où il fait la connaissance de Christian Fouchet, dont il devient l'ami. Il obtient le diplôme de l'école en 1933.

### Parcours professionnel
ll devient  journaliste, et est alors proche de Georges Bidault et de Maurice Schumann.
Engagé volontaire pendant la Seconde Guerre mondiale, il devient chef de la Résistance dans le Tarn, responsable départemental du mouvement Combat (pour le Tarn) et adjoint du commissaire général à l'information du CFLN. Il est vice-président du Comité départemental de libération du Tarn, et reçoit la rosette et la croix de la Résistance. Il avait épousé en 1942 Diane d'Albon, fille du marquis Antoine d'Albon et de Béatrix de Bourbon-Lignières, dont il a eu 7 enfants.
Propriétaire éleveur à Salies (Tarn), il est élu député MRP des Hautes-Pyrénées à la première Assemblée nationale constituante, le 21 octobre 1945 (la liste MRP recueille 26 310 suffrages sur 91 368 votants). Il dépose notamment une proposition de résolution sur la réglementation du ravitaillement et intervient dans la discussion sur la nationalisation de l'électricité et du gaz.
Il est réélu député des Hautes-Pyrénées à la seconde Assemblée nationale Constituante, le 2 juin 1946, également sur la liste MRP (33 707 suffrages sur 99 477 votants) et est nommé membre de la Commission des affaires étrangères et de la Commission de l'intérieur, de l'Algérie et de l'administration générale, départementale et communale.
Le 10 novembre 1946, il est réélu député des Hautes-Pyrénées. Il est nommé membre de la Commission des affaires étrangères et élu secrétaire de cette commission (1949), ainsi que membre de la Commission de l'intérieur. Il est juré de la Haute cour de justice et membre du conseil supérieur de la protection civile.
Charles d'Aragon dépose en 1949 une proposition de résolution tendant à faire établir une convention internationale proclamant coupables d'un crime contre l'humanité ceux qui, en cas de conflit, auraient utilisé les premiers l'arme atomique. En 1950, il dépose une proposition de loi tendant au rétablissement du scrutin uninominal et à l'établissement de la représentation proportionnelle intégrale pour l'élection des députés de la métropole et de l'Algérie, puis une résolution pour que le Gouvernement s'associe à toute initiative susceptible de régler pacifiquement le conflit coréen, ainsi qu'un amendement tendant à ne pas rompre les contrats de travail du fait d'une grève. Il a voté pour la candidature de Léon Blum comme président du Gouvernement provisoire (élection le 12 décembre 1946) et la confiance au cabinet Blum (17 décembre 1946, confiance accordée) pour la confiance au cabinet Paul Ramadier (8 mai 1947, confiance accordée), pour le statut de l'Algérie (27 août 1947) et pour le plan Marshall (7 août 1948).
Charles d'Aragon démissionne du comité directeur du MRP avec lequel il est en désaccord sur la question indochinoise et fonde la Gauche indépendante (1951). Lors des élections législatives du 17 juin 1951, où il se présente sur la liste du Cartel des gauches indépendantes dans la troisième circonscription de Paris, il recueille 4 959 suffrages et n'est pas élu. Maire de Salies depuis 1945, il s'y retire de la vie parlementaire et y dirige une exploitation agricole à partir de 1953.

## Distinctions
- Chevalier de la Légion d'honneur
- Médaille de la Résistance française avec rosette par décret du 24 avril 1946[2]
  -  Médaille de la Résistance française par décret du 5 juin 1945[3]
- Croix du combattant volontaire de la Résistance
- Mainteneur de l'Académie des jeux floraux de Toulouse

## Publications
- Cas de conscience du parlementaire - 1961
- Connaître la terre - 1942
- L'Héroïsme du paysan, 1942 (BNF 31726688).
- La Résistance sans héroïsme, 1977 et 2001 (BNF 34704388).

## Sources et annexes
- Ressource relative à la littérature :   - Académie française (lauréats)
- Ressource relative aux militaires :   - Mémoire des hommes
- Ressource relative à la vie publique :   - Base Sycomore
- Notices d'autorité :   - VIAF
  - ISNI
  - BnF (données)
  - IdRef
  - GND
  - Pays-Bas
  - Pologne
  - NUKAT
- « La Résistance sans héroïsme. Texte présenté par Guillaume Piketty », sur fondationresistance.org (consulté le 4 janvier 2024)
- Mémoire et espoirs de la Résistance
- Charles D'Aragon La Résistance sans héroïsme